# Jacob Frederik van Zevender
Jacob Frederik van Zevender (27 februari 1611 - 8 maart 1639) was heer van Keenenburg, Sint Maartensregt, Schipluiden, Maasland, Maassluis, Middelharnis en Sinderen.
Jacob Frederik was de zoon van Otto van Zevender en Besten van Brienen.
Op 17 april 1634 trad hij in de Hervormde kerk van Schipluiden in het huwelijk met Beatrix van Schagen, dochter van Albrecht van Schagen en Theodora van Wassenaar van Duvenvoorde. Zij kregen vier dochters en een zoon, Otto Frederik. Bij de doop van hun zoon schonk Jacob Frederik de kerk een zilveren doopbekken waarin hun familiewapens waren gegraveerd.
Jacob Frederik erfde na de dood van zijn moeder op 30 augustus 1634 het huis Keenenburg. Anders dan zijn ouders, die meestal in het grote huis aan het Noordeinde in Den Haag verbleven, woonde Jacob Frederik voornamelijk op kasteel Keenenburg. Daarnaast bezat hij nog een woning in Maasland en een huis in Den Haag, gelegen achter de Kloosterkerk.
In 20 maart 1636 werd Jacob Frederik gekozen tot hoogheemraad van Delfland. Hij bezat een sierlijk jacht, waarmee hij zich voor zijn dienstreizen door de regio verplaatste.
Jacob Frederik stierf op 28-jarige leeftijd. Zijn lichaam werd bijgezet in de grafkelder van het huis Keenenburg in de kerk van Schipluiden.
Na de dood van Jacob Frederik hertrouwde zijn vrouw met Hendrik van Eck, heer tot Medler. In 1642 besloten de voogden van haar zoon Otto Frederik tot verhuur van Keenenburg. De woning in Den Haag werd verkocht.
- Biografisch Portaal: 06976382
- Nederlandse Thesaurus van Auteursnamen: 393636801
- Virtual International Authority File: 317184531